# Жижикин, Игорь Витальевич
И́горь Вита́льевич Жижи́кин (англ. Igor Jijikine; род. 8 октября 1965, Москва) — российский и американский актёр, продюсер, артист цирка (воздушный гимнаст).

## Биография
Родился 8 октября 1965 года в Москве. Семья жила на Ленинградском шоссе: сначала в районе метро «Аэропорт», потом — метро «Речной вокзал».
Отец — Виталий Сергеевич Жижикин (скончался), был служащим, беспартийным, выполнил норматив мастера спорта по волейболу, многие годы возглавлял почтовое управление Министерства связи СССР. Мать — Генриетта Михайловна, сначала была актрисой, принимала участие в двух спектаклях «Московского драматического театра „Современник“», потом работала научным сотрудником НИИ патентной информации, в настоящее время живёт в подмосковных Химках. Младшая сестра — Екатерина (род. 1977).
В детстве много занимался спортом. Начал с гимнастики, потом увлёкся прыжками в воду и плаванием. Позже перешёл в современное пятиборье и освоил бег, стрельбу, фехтование, верховую езду. Научился также играть в футбол, хоккей, волейбол, баскетбол, кататься на горных лыжах.
После окончания средней школы и Московского техникума связи имени В. Н. Подбельского планировал поступать в Московский институт связи (МИС).
С января 1983 по декабрь 1985 года проходил военную службу в подмосковной Кубинке, где был назначен старшиной спортивной роты. В армии подружился с сослуживцами — артистами цирка, увлечение цирком стало основным стимулом для поступления в Московский областной государственный институт физической культуры.
В 1989 году в составе группы Московского цирка уехал в Соединённые Штаты Америки. Был ловитором в воздушном полёте (воздушным гимнастом, ловящим партнёра в момент совместного исполнения гимнастического упражнения) в шоу Цирка дю Солей (Cirque du Soleil) «Mystere» в лас-вегасском казино «Treasure Island». Играл роль Самсона в мюзикле «Юбилей».
Работал в Голливуде с Стивеном Спилбергом, Джорджем Лукасом, Клинтом Иствудом, Квентином Тарантино, Харрисоном Фордом, Джонни Деппом, Анджелиной Джоли и многими другими. Одной из самых известных голливудских работ Жижикина можно назвать роль полковника Довченко в блокбастере режиссёра Стивена Спилберга «Индиана Джонс и Королевство хрустального черепа» (2008).
С января 2001 года работает в России, принимает участие в различных кино- и телевизионных проектах.
В 2012 году начал сотрудничество с «Первым каналом», где дебютировал в качестве ведущего телевизионной программы о человеческих страхах «В чёрной-чёрной комнате…» и наставника участников цирковых жанров (в паре со Светланой Дружининой) в шестом сезоне шоу талантов «Минута славы». В 2013 году недолгое время принимал участие в телепрограмме «Суббота. Вечер. Шоу» (НТВ).
В 2014—2022 годах снялся в роли бизнесмена Аркадия Игнатьева в сериале «Мажор».

### Образование
- 1978—1982 — Московский техникум связи имени В. Н. Подбельского.
- 1984—1989 — Московский областной государственный институт физической культуры по специальности «Режиссёр спортивно-массовых мероприятий». Почти сразу после поступления перевёлся на заочное отделение и параллельно с учёбой работал в «Союзгосцирке»[2].
- 1998—2000 — Театральная школа штата Невада (США)[2].

### Личная жизнь
Был четырежды женат. В четвёртом браке появился сын Лука (род. 2019).

## Творчество

### Фильмография

#### Зарубежные фильмы
- 1998 — «Обезьяний бизнес» / Monkey Business — охранник в школе[2]
- 2000—2001 — Command & Conquer (видеоигра) — советский солдат
- 2002 — «Русские в городе ангелов» / Russians in the City of Angels — Прохоров
- 2002 — «Шпионка» — «Вертолёт»
- 2002 — «Кровавая работа» — Михаил Болотов
- 2002 — «Убойный отдел» / Robbery Homicide Division — бандит
- 2003 — «Клептомания» — бандит
- 2004 — «Мишень» / Target — «Кожаный жакет»
- 2008 — «Индиана Джонс и Королевство хрустального черепа» — Антонин Довченко, советский полковник
- 2009 — «Руслан» — Михаил Абрамов
- 2009 — «Чёрная метка» — Влад
- 2010 — «Тени в раю» — Спайдер
- 2010 — «Верховный чемпион» — Карась
- 2010 — «Турист» — Виргинский
- 2011—2012 — «Перекрёсток смерти» (телесериал) — Стефан Седенью
- 2011 — «Чак» — Арман
- 2012 — «Защитник» — Шемякин
- 2012 — «Политиканы» / Political Animals (США) — Виктор Порчов, министр иностранных дел России
- 2015 — «Риск за отвагу» / Risk for Honor (США) — Николай
- 2016 — «День карьеры» / Career Day (США) — Виргинский
- 2018 — «Хантер Киллер» — лейтенант Третьяк, начальник охраны президента
- 2019 — «Последний бросок» / Lazarat — Агим Хоксха
- 2022 — «Компромат» (Франция) — Сагарин

#### Российские фильмы
- 2001 — «Убойная сила» (фильм № 9 «Миссия выполнима») — Борис
- 2004 — «Сматывай удочки» — «Бешеный»
- 2004 — «Спецназ по-русски 2» (фильм № 2 «Парикмахер») — Джеймс Нортон, начальник охраны герцогини
- 2005 — «Мужской сезон: Бархатная революция» — Родионов («Щука»)
- 2006 — «Сдвиг»
- 2008 — «Монтана»
- 2009 — «Цель»
- 2010 — «Хорошая погода»
- 2010 — «Любовь в большом городе 2» — Олег Труба
- 2010 — «Туман рассеивается» — нелегал
- 2011 — «Slove. Прямо в сердце» — Савелий Андреевич Котов, полковник МВД
- 2011 — «Сделано в СССР»
- 2011 — «Морпехи» — Боб Денвер, командир американских наёмников
- 2012 — «8 первых свиданий» — отец Николая
- 2012 — «Бригада: Наследник» — Игорь Леонидович Введенский, сотрудник спецслужб, отец Леры
- 2012 — «Зимы не будет»
- 2012 — «Шерлок Холмс» — Страттер
- 2012 — «Соловей-разбойник» — секретный агент «Н7»
- 2012 — «Дикий 3» (фильм № 6 «Гастармафия») — Станкевич
- 2013 — «Пока ещё жива» — Виктор Зубцов, подполковник СБУ
- 2013 — «Одноклассники.ru: НаCLICKай удачу» — конкурент Фёдора Соколова
- 2014 — «Вий» — Дорош
- 2014 — «Дело чести» — частный детектив
- 2014 — «Иерей-Сан» — Константин Яхонтов
- 2014 — «Любовь в большом городе 3» — Олег Труба
- 2014 — «Ч/Б» — майор полиции, начальник РОВД
- 2014 — 2022 — «Мажор» — Аркадий Викторович Игнатьев, бизнесмен и бывший партнёр Соколовского-старшего
- 2014 — «Тайный город» — Кортес, наёмник
- 2014 — «Дело Батагами» — Юрий Геннадьевич Жуков, майор, начальник отдела прокуратуры по защите свидетелей
- 2014 — «Третий поединок» — Сергей Хрипко, управляющий спортивным клубом
- 2015 — «Парень с нашего кладбища» — Дмитрий Ярцев / Константин Ярцев, братья-близнецы
- 2015 — «Барсы» — Александр Ефремович Одинцов, друг Егора
- 2016 — «Коловрат»
- 2016 — «Остров» — Виктор Эдуардович Степашкин, злой олигарх
- 2016 — «Всё исправить» — Иван Петрович Сидоров, охранник олигарха
- 2017 — «Мурка» — Тарас Коршун
- 2017 — «Территория» — Семён Сергеевич, специалист по безопасности
- 2017 — «Последний шанс» — Станислав
- 2018 — «Остров-2» — Виктор Эдуардович Степашкин, злой олигарх
- 2018 — «Ночная смена» — Корнеев
- 2018 — «Училка. Испытание» — Голышев
- 2018 — «Тайна печати дракона. Путешествие в Китай» (Россия, Китай) — казак Дорош
- 2018 — «Полярный» — Артур, криминальный авторитет
- 2018 — «Презумпция невиновности» — Александр Лопатин, бизнесмен
- 2019 — «Чёрная лестница» — Павел Андреевич Мельников, полковник полиции
- 2020 — «Беспринципные» — Лукьян
- 2021 — «Сержант» — «Хохол», военный наёмник
- 2021 — «Криминальный доктор» — Игорь Владимирович Шумейко
- 2021 — «Везёт» — Горбань, генерал-лейтенант полиции
- 2022 — «Ампир V» — Бальдр, преподаватель гламура
- 2022 — «Модель» — Сергей Антонов, папа Ани, депутат
- 2022 — «Папы» — Константин
- 2022 — «Суперпозиция» — Головин
- 2022 — «Чекаго» — Апельсин
- 2023 — «Сергий против нечисти. Шабаш» — Горыныч
- 2023 — «Я хочу! Я буду!» — отец Артёма
- 2023 — «Мститель. Страшный лес» — Олигарх
- 2024 — «Постучись в мою дверь в Москве» — Андрей Градский
- 2024 — «Кореша» — Анальгин

### Работа в театре, цирке, шоу-постановки
- 1984—1989 — Московский цирк, артист воздушного полёта.
- 1990—1991 — мюзикл «Enter the Night», Лас-Вегас.
- 1991—1995 — мюзикл «Jubilee», исполнитель главной роли Самсона, Лас-Вегас.
- 1995—1998 — цирк «Cirque du Soleil», артист, Лас-Вегас.
- 2001—2003 — шоу «From Russia with love» в клубе «Krave» (Лас-Вегас).

## Документальные фильмы
- 2008 — Голливуд. Русская дорожка

### Работа на телевидении
- 2012 — ведущий экстремального развлекательного игрового шоу «В чёрной-чёрной комнате…» на российском «Первом канале»[5][8].
- 2012 — наставник участников цирковых жанров в шоу талантов «Минута славы» на «Первом канале».

### Книги
- 2010 — «Ищу родину, любовь и работу», художественно-автобиографическая книга Игоря Жижикина (издательство «АСТ»; дата последнего тиража — 4 марта 2010 года; ISBN 978-5-17-062377-8)[9].

### Компьютерные игры
Игорь Жижикин появлялся на обложке компьютерной игры «Command & Conquer: Red Alert 2» (2000). Также занимался её дублированием и принимал участие в создании игр «Emperor: Battle for Dune» (2001) и «Command & Conquer: Yuri's Revenge» (2001).

### Работа в рекламе
Принял участие более чем в сорока рекламных кампаниях мировых брендов, таких как «Coca-Cola», «Mercedes Benz», «Volkswagen», «Levi Strauss & Co.», «Koton» и многих других, а также на протяжении нескольких лет был лицом бренда «Dunhill».

## Спонсорство и бизнес
Организовывал шоу для крупных корпоративных мероприятий таких компаний, как Microsoft, Сessna Aircraft Company, British American Tobacco и многих других, участвовал в организации шоу Арнольда Шварценеггера Arnold Classic. Был владельцем агентства Magic Entertainment, предоставлял работу артистам цирка, танцорам, певцам, музыкантам в различных шоу.

## Именная кукла
После выхода фильма «Индиана Джонс и Королевство хрустального черепа» (2008) была выпущена кукла полковника Довченко, роль которого сыграл Игорь Жижикин.